# Radioåret 2008

## Händelser

### Januari
- 18 januari - P3 Guldgalan hålls.

### December
- 1 december – Årets julkalender Klappkampen börjar sändas.[1]

## Avlidna
- 13 maj – Carl-Axel Thernberg, även känd som Kalle Sändare, 76, svensk radioman, komiker och telefonskämtare.[2]
- 13 september – Jörgen Cederberg, 77, svensk radioproducent, regissör och programledare.[3][4]

### Fotnoter
1. ↑  ”2008, Klappkampen”. Sveriges Radio. http://sverigesradio.se/barn/julkalendrar/2008.stm. Läst 31 augusti 2015.
2. ↑  Kalle Sändare död, Dagens Nyheter på Internet. Publicerad 14 maj 2008, läst 15 maj 2008.
3. ↑  ”Radioprofilen Jörgen Cederberg död”. DN.se. 15 september 2008. http://www.dn.se/radioprofilen-jorgen-cederberg-dod/. Läst 5 juni 2013.
4. ↑  minnessidor.fonus.se